# Man in the Middle (téléfilm, 1972)
Pour les articles homonymes, voir Man in the middle.
Pour plus de détails, voir Fiche technique et Distribution.
Man in the Middle est un téléfilm américain d'Herbert Kenwith diffusé sur le réseau CBS le 14 avril 1972.

## Fiche technique
- Titre original : Man in the Middle
- Réalisation : Herbert Kenwith
- Scénario : R.S. Allen, Harvey Bullock
- Musique : Jerry Fielding
- Producteur : R.S. Allen, Harvey Bullock
- Société(s) de production : CBS Productions
- Société(s) de distribution :  Columbia Broadcasting System
- Pays d'origine :  États-Unis
- Langue originale : anglais
- Format : couleur – 35 mm – 1,33:1 – mono
- Genre : comédie
- Durée : 30 minutes
- Dates de sortie :
  - États-Unis : 14 avril 1972 (CBS)

## Distribution
- Van Johnson
- Nancy Malone
- Michael Brandon : Kirk
- Heather Menzies
- Ruth McDevitt
- Allan Melvin